# Mireille Audibert
Pour les articles homonymes, voir Audibert.
Mireille Audibert est une comédienne française de cinéma, télévision et doublage née Mireille Lidivine Aimée Jacqueline Zélia Audibert le 4 novembre 1944 à Paris 14e et morte le 2 septembre 1993 à Saint-Cloud (Hauts-de-Seine) d'un cancer.

## Biographie
Mireille Audibert suit les cours au Conservatoire national supérieur d'art dramatique (Promotion 1969).
Dotée d'un physique avantageux, elle est la première comédienne à tourner nue pour l'ORTF en 1973 dans Monsieur Émilien est mort. En 1976, on la retrouve dans un film qui exploite ses charmes, La Marge.
Au cinéma, on la voit dans de petits rôles, notamment dans plusieurs films de Claude Lelouch.
Mais c'est la télévision qui durant la décennie 70 lui permet de se faire connaître avec les feuilletons La Dame de Monsoreau, L'illustre Maurin ou encore Chéri-Bibi.
Durant la décennie suivante, elle est souvent contrainte d'accepter de petits rôles et n'est plus en haut de l'affiche.

## Fin de carrière et mort
À la fin des années 80, Mireille Audibert se fait plus rare sur les écrans. Elle meurt d'un cancer le 2 septembre 1993 à seulement 48 ans.
Elle est inhumée au cimetière de Cournonterral (Hérault).

## Vie privée
En 1971, elle épouse Jacques Bonnecarrère (1926-2008), créateur de l'émission Automoto sur TF1 en 1975, et lui donne un fils, Thomas Bonnecarrère (1971-2021), devenu cameraman.

## Filmographie

### Cinéma
- 1970 : Heureux qui comme Ulysse d'Henri Colpi : Juliette
- 1974 : Dédé la tendresse de Jean-Louis Van Belle
- 1976 : La Marge de Walerian Borowczyk : Sergine Pons
- 1980 : Rendez-moi ma peau… de Patrick Schulmann : Lydia
- 1981 : Rends-moi la clé de Gérard Pirès
- 1981 : Les Uns et les Autres de Claude Lelouch
- 1983 : Édith et Marcel de Claude Lelouch
- 1983 : En haut des marches de Paul Vecchiali : Une toulonnaise
- 1987 : Attention bandits ! de Claude Lelouch
- 1988 : À gauche en sortant de l'ascenseur d'Édouard Molinaro : La femme dans la galerie

### Télévision
- 1969 : Café du square (série télévisée) de Louis Daquin : Elisabeth
- 1969 : Le petit monde de Marie Plaisance (série télévisée) d' André Pergament
- 1971 : La Dame de Monsoreau de Yannick Andréi (feuilleton télévisé) : Mme de Saint-Luc
- 1973 : Les Aventures du capitaine Lückner (épisode : La liberté ou la mort) de Jean-Pierre Decourt : Helen
- 1973 : Les Sauvagines, série télévisée, de Jacques Villa : " Mireille "
- 1973 : Monsieur Émilien est mort de Jean Pignol
- 1974 : Un mystère par jour (épisode : Accident de chasse) de Jean-Paul Carrère : Cécile
- 1974 : L'illustre Maurin de Claude Dagues (Maurin des Maures, 2e époque) : Sonia
- 1974 : À dossiers ouverts (épisode : Piège sur l'autoroute) : La femme sur l'autoroute
- 1974 : L'auberge de l'abîme de Jean-Loup Berger : Maria
- 1974 : Chéri-Bibi de Jean Pignol
- 1975 : N'oubliez pas que nous nous aimons de Luc Godevais : Elyane
- 1975 :  Salvator et les Mohicans de Paris (d'Alexandre Dumas), feuilleton télévisé de Bernard Borderie : Eulalie
- 1975 : Les Brigades du Tigre, épisode Collection 1909 de Victor Vicas Coco
- 1976 : Mamie Rose de Pierre Goutas : Janine
- 1976 : Les roses de Manara de Jean Kerchbron : Isabelle
- 1976 : Erreurs judiciares (épisode : Le manteau de panthère) : Me Juliette Sorel
- 1976 : Marions les vivantes!... de Gilles Grangier : Fabienne
- 1977 : Dossier danger immédiat (Épisode "L'affaire Martine Desclos") de Claude Barma : Agatha
- 1977 : Ne le dites pas avec des roses!... (série télévisée) : Martine
- 1977 : Richelieu ou Le Cardinal de Velours de Jean-Pierre Decourt : La jolie dame de Paris
- 1978 : Les Amours sous la Révolution (épisode : André Chénier et la jeune captive) : Mme de Bonneuil
- 1978 : L'inspecteur mène l'enquête (épisode : Rien ne va plus)
- 1978 : Gaston Phébus, feuilleton télévisé de Bernard Borderie : duchesse de Normandie
- 1979 : Les Amours de la Belle Époque (épisode : Le mariage de Chiffon)
- 1979 : Les Uns et les Autres (version télévisée)
- 1981 : Noires sont les galaxies, série de Daniel Moosmann : La secrétaire de Molivieux
- 1981 : Vilar... Jean de Jean Sagols : Catherine Vilar
- 1981 : Martine Verdier (série télévisée) : La marraine d'Olivier
- 1982 : Le Rêve d'Icare, téléfilm de Jean Kerchbron : Marianne
- 1983 : Julien Fontanes, magistrat (épisode : Perpète) : La femme volée
- 1983 : Médecins de nuit de Gérard Clément, épisode : Le Groupe rock (série télévisée)
- 1983 : Dans la citadelle de Peter Kassovitz
- 1983 : Bel ami de Pierre Cardinal : Mme de Saint Sorlin
- 1983 : Par ordre du Roy de Michel Mitrani : La femme du président Mortier
- 1984 : Disparitions (épisode : Vice-versa) : Mme Lavelle
- 1980-1984 : La Vie des autres : La Part des ténèbres de Jean-Luc Moreau : Ange Dubourg/Virginie qui va de  Pierre Goutas : Nathalie
- 1984 : Les amours des années 50 (épisode : Le journal d'une bourgeoise)
- 1984 : La Bavure de Nicolas Ribowski : Mme Fallière
- 1985 : Hôtel de police (épisode : Le retraité de la coloniale) : Marianne
- 1985 : Permis de construire  (série télévisée) : Yolande
- 1986 : Cinéma 16 (épisode : Bleu-noir) : Janine
- 1987 : Les Enquêtes du commissaire Maigret, épisode : Maigret voyage de Jean-Paul Carrère : La fille au vison
- 1988 : Formule 1 (série télévisée) : Nanou
- 1989 : Tantie (série télévisée)
- 1991 : Cas de divorce : Maître Monceau
- 1992 : Aldo tous risques  (épisode : Direct au coeur) : Alice
- 1992 : Les Animaux du Bois de Quat'sous (The Animals of Farthing Wood) : Voix

## Théâtre
- 1988 : Ma cousine de Varsovie de Georges Berr et Louis Verneuil, mise en scène Jean-Claude Islert, Théâtre de la Michodière
- 1990 : Bisous, bisous de Derek Benfield, adaptation et mise en scène Marc Camoletti, Théâtre Michel